# Hermann Wiedemann
Hermann Theodor Wiedemann (ur. 1822 zm. 14 lipca 1901 w Pruszczu Gdańskim) – lekarz, przedsiębiorca, społecznik.
Inicjator wytyczenia obecnego układu urbanistycznego Pruszcza Gdańskiego, inicjator budowy Cukrowni „Pruszcz” (1879 – 1880) i miejskiego szpitala (1892 – 1893).

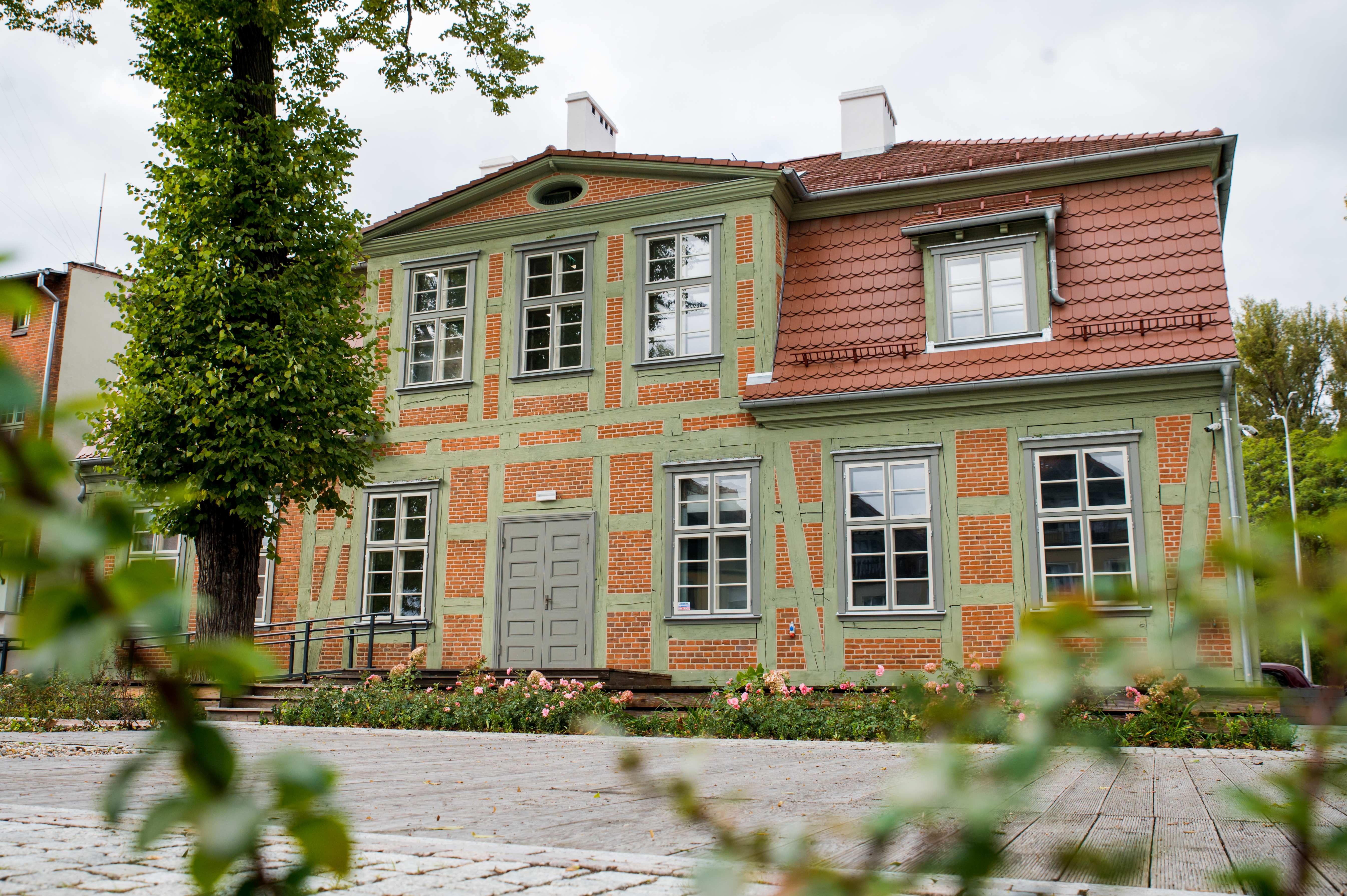
Dom Wiedemanna

Hermann Wiedemann zamieszkał w Pruszczu Gdańskim w 1847 roku. W 1855 nabył od Juliusa Schlenthera nieruchomość przy dzisiejszej ulicy Krótkiej 6 Dom Wiedemanna.
Na początku lat 70. XIX w. Wiedemann stanął na czele Towarzystwa Budowy Lazaretu.
Hermann Wiedemann zmarł w roku 1901. W Pruszczu pozostał jego syn Hugon, prowadząc, jak sam Hermann, praktykę lekarską. Przejął też kierowanie szpitalem. Hugon zmarł w 1905 roku.
Po śmierci Hugona rodzina Wiedemann opuściła Pruszcz Gdański. Władze Pruszcza doceniły wkład Hermanna w rozwój miejscowości; w latach 20. istniała w Pruszczu jego ulica.